# Suur Munamägi
Suur Munamägi (în traducere „Marele munte în formă de ou”) este un deal situat în apropierea satului Haanja din Comitatul Võru, Estonia. Având o înălțime de 317,4 m și o diferență de nivel între bază și vârf de aproximativ 60 m, Suur Munamägi, parte a lanțului montan Haanja, constituie cea mai înaltă formă de relief din Estonia și țările baltice. 
Situat în apropierea granițelor cu Letonia și Rusia, lângă marginea de sud a satului Haanja, Suur Munamägi se mai învecinează cu satele Plaks, Vällamägi și Tsälbämägi. Lacul Vaskna este situat spre est.
Dealul a fost menționat pentru prima dată în anul 1790, sub forma Munna Mäggi. Numele derivă din compararea formei reliefului cu forma unui ou:631, dar o astfel de comparație era frecventă, întrucât au existat cel puțin 19 „Munamäge” în vechiul comitat Võru:631. Cu toate acestea, între localnici, dealul era denumit pur și simplu „Munamäe”:786.
Fiind cea mai înaltă formă de relief din Estonia, Suur Munamägi este unul dintre simbolurile naționale ale țării și s-a reflectat pe scară largă în cultură. Printre altele, priveliștea de la Munamäe l-a inspirat pe scriitorul Juhan Kunder să scrie o poezie care conține versurile: „Privind de aici, de la marginea norilor, / peste Estonia înfloritoare, / trimit lumii cântece de bucurie, / strig cu voce tare: / Ce frumos e să trăiești aici!".

## Înălțimea dealului Suur Munamägi

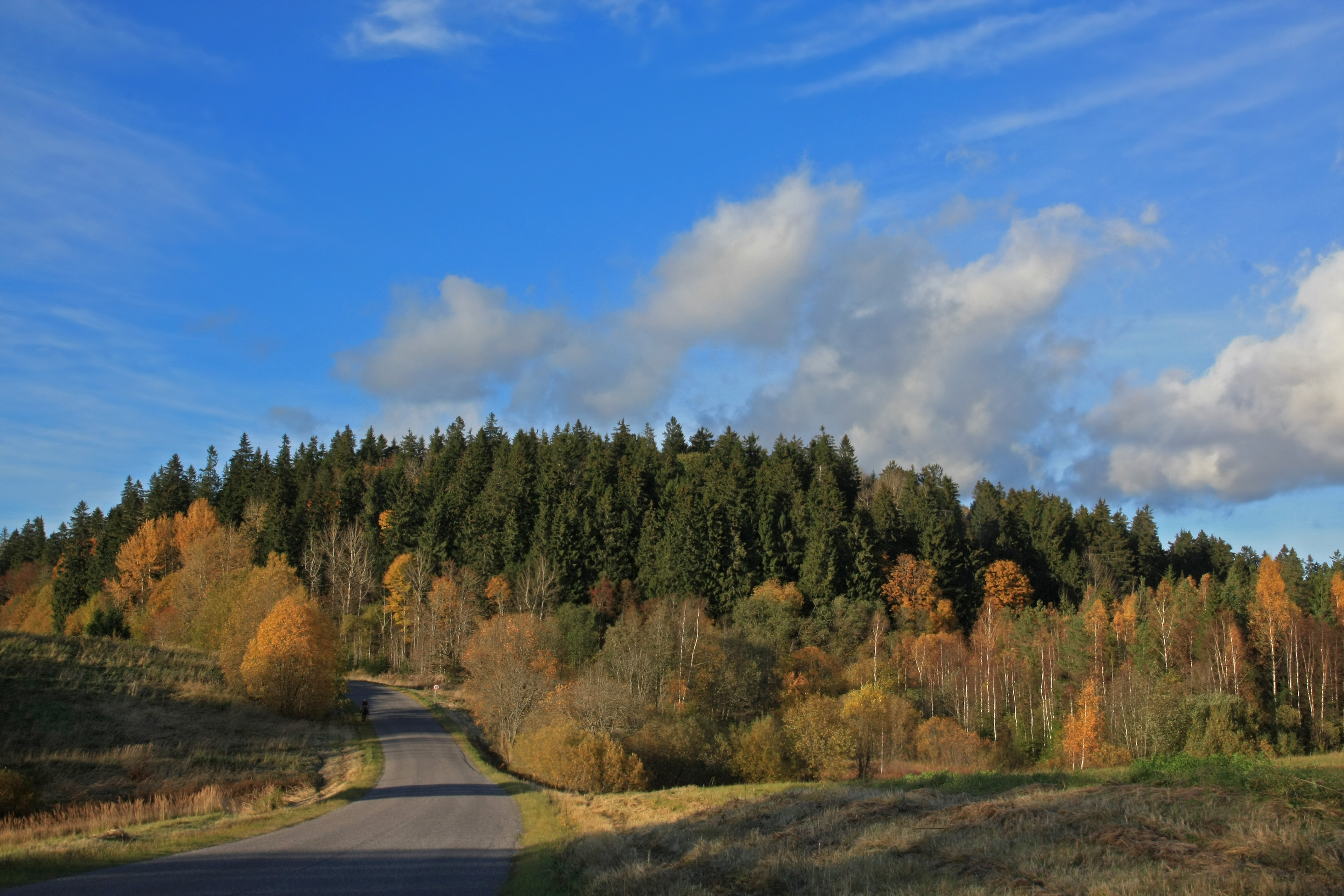
Suur Munamägi - „Marele munte în formă de ou”

De-a lungul timpului, măsurătorile înălțimii lui Suur Munamäe au produs rezultate diferite. Harta topografică realizată în 1933–1934 indică o înălțime a dealului de 316,8 metri. Măsurătorile făcute între 1947 și 1960 specifică o înălțime de 318,1 metri.
În urma măsurătorilor organizate în anul 2013 de Administrația Funciară, prin utilizarea unui avion dotat cu un dispozitiv LIDAR care determină înălțimea terenului cu ajutorul unui laser, s-a constatat că valoarea maximă a înălțimii reliefului este de 317,4 metri. Potrivit lui Tõnu Oja, profesor de geoinformatică și cartografie la Institutul de Geografie al Universității din Tartu, datele LIDAR ar trebui confirmate prin alte metode. Cu toate acestea, Suur Munamägi rămâne cel mai înalt vârf din țările baltice.

## Turnul de observație
Pe culmea dealului au fost construite cinci turnuri de observație. Primul turn a fost construit ca turn de veghe în 1812, an în care sudul Estoniei era amenințat de invazia forțelor lui Napoleon. Potrivit legendei, a fost demolat pentru că era atât de înalt încât dezorienta navele maritime. 
Al doilea turn a fost construit în 1870, de un hangiu local. Turnul avea 8 metri înălțime și era popular printre localnici datorită tavernei. Turnul putea susține doar 4-5 persoane și în scurt timp copacii au început să obstrucționeze vederea. 
Al treilea turn a fost construit deasupra celui de-al doilea, ajungând la o înălțime de 12 metri față de sol. 
Al patrulea turn a fost construit în 1925, an în care Estonia era o țară independentă. Turnul din lemn fusese construit în trei luni și atingea 17 metri înălțime. Comitatul Võru a amenajat un drum de acces pietonal, a defrișat o parte dintre copaci și a pus bănci la baza turnului. La 19 iulie 1925, al patrulea turn de observație a fost oficial deschis, în cadrul unei ceremonii. Curând s-a constatat că turnul se deteriorase și din nou copacii începeau să împiedice vederea. Înălțimea rămăsese insuficientă.
Al cincilea turn, înalt de 25,7 metri, a fost construit în anul 1939. Noua clădire, realizată din beton armat și cărămidă și proiectată de arhitectul Artur Jürvetson, este considerată un remarcabil exemplu estonian al stilului arhitectonic funcțional. Construcția a fost finalizată în iunie 1939, dar deschiderea ceremonială a fost anulată din cauza izbucnirii celui de-al Doilea Război Mondial. Turnul nu a fost grav avariat în timpul războiului, fiind reabilitat în anul 1955.

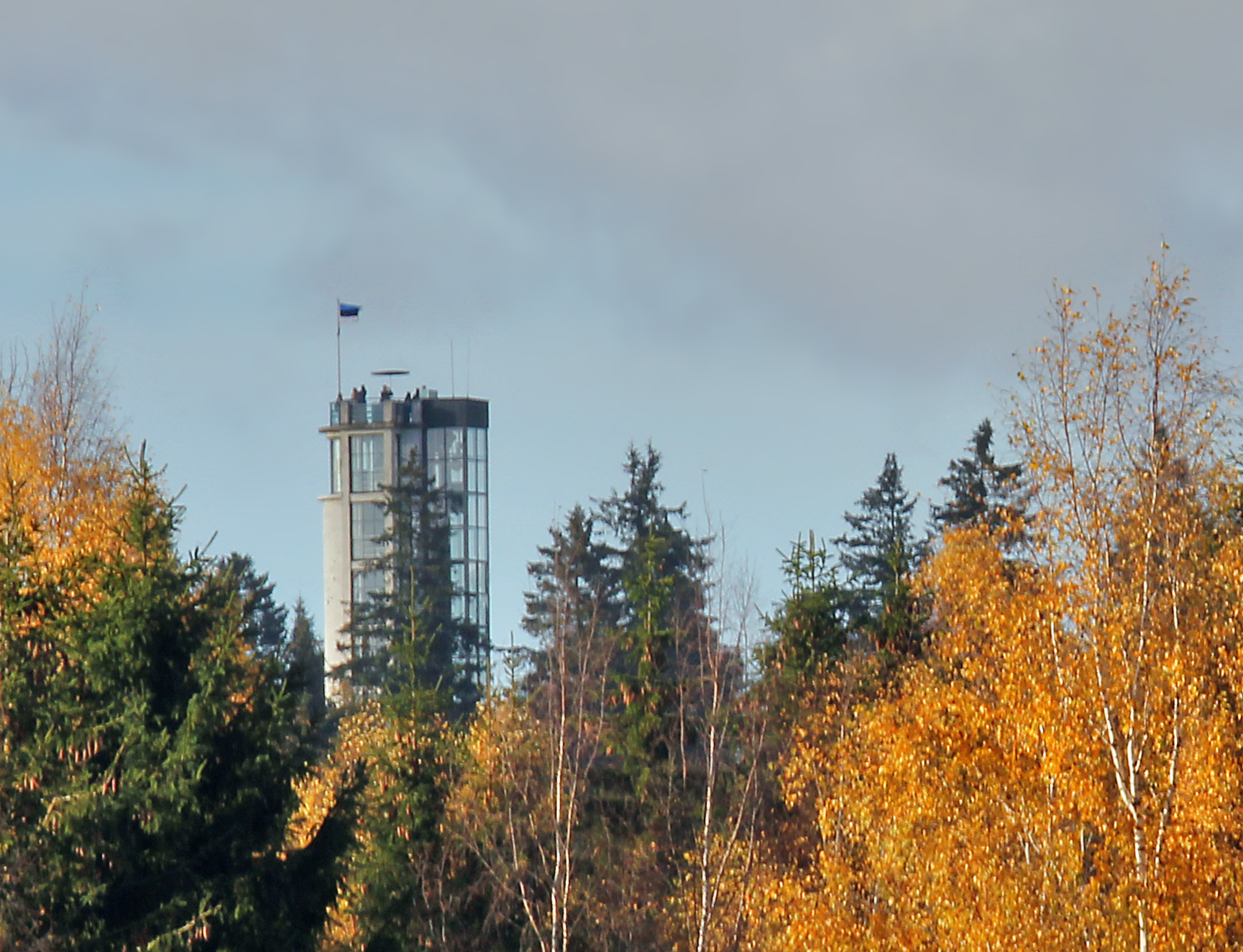
Turnul de observație de pe Suur Munamäe

Turnul a fost reconstruit în perioada 1967-1971 pe baza proiectului lui Toomas Rein și Veljo Kaasik, fiind considerat un element de început al stilului neo-funcțional eston. Conform proiectului, partea curbată a balconului turnului a fost zidită, s-au montat ferestre în deschiderile existente, structura scărilor de la etajele superioare a fost schimbată, au fost construite un nou nivel de observație, cu ferestre, la partea superioară a turnului și un balcon de vizionare deschis. Înălțimea podelei balconului superior de observație s-a ridicat la 29,1 metri față de sol. Din vârful turnului, care se află la 346,7 metri deasupra nivelului mării, se poate vedea până la 50 km distanță.
Între din august 2004 și iulie 2005 au fost efectuate lucrări de renovare cuprinzătoare: a fost reabilitat turnul de observație, unde s-au construit un lift și o cafenea, precum și căi de acces către turn și s-a adăugat un sistem de iluminat. Lucrările de renovare s-au realizat conform planurilor arhitectului Toomas Rein, iar o parte din finanțare a fost asigurată printr-o campanie de donații publice. Pe verticala dorsală a turnului de observație a fost instalat un puț de lift din sticlă și oțel, în care se deplasează o cabină cu pereți exteriori vitrați, cu o capacitate de 12 persoane. "Aceasta este o locație unică pentru un lift care nu dăunează aspectului exterior al clădirii. Să te bucuri de peisaj dintr-o cabină de sticlă în mișcare este o experiență fantastică", a comentat Rein. Pentru ca noua cafenea adăugată la parter să nu afecteze arhitectura turnului de observație, proiectantul a adăugat turnului de piatră o anexă cu pereți din sticlă de aceeași dimensiune, ceea ce a făcut ca soluția anterior asimetrică să devină simetrică, în timp ce soliditatea pietrei existente  a rămas dominantă vizual, datorită transparenței sticlei. Terasa din fața cafenelei poate fi folosită pentru organizarea de concerte. Turnul renovat a fost deschis oficial pe 24 iulie 2005.

## Galerie

Vederi din turnul de observație Suure Munamäe
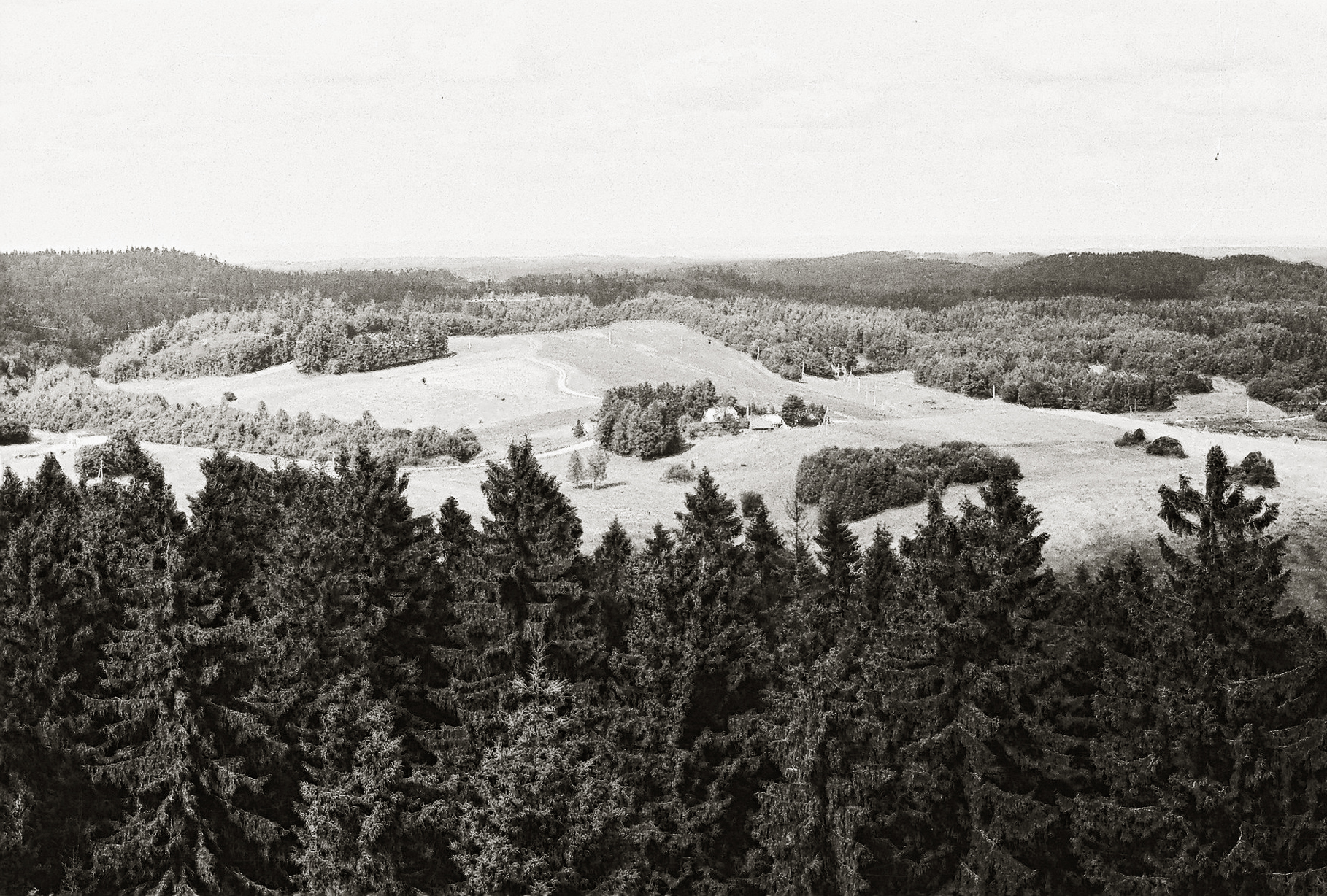
1984
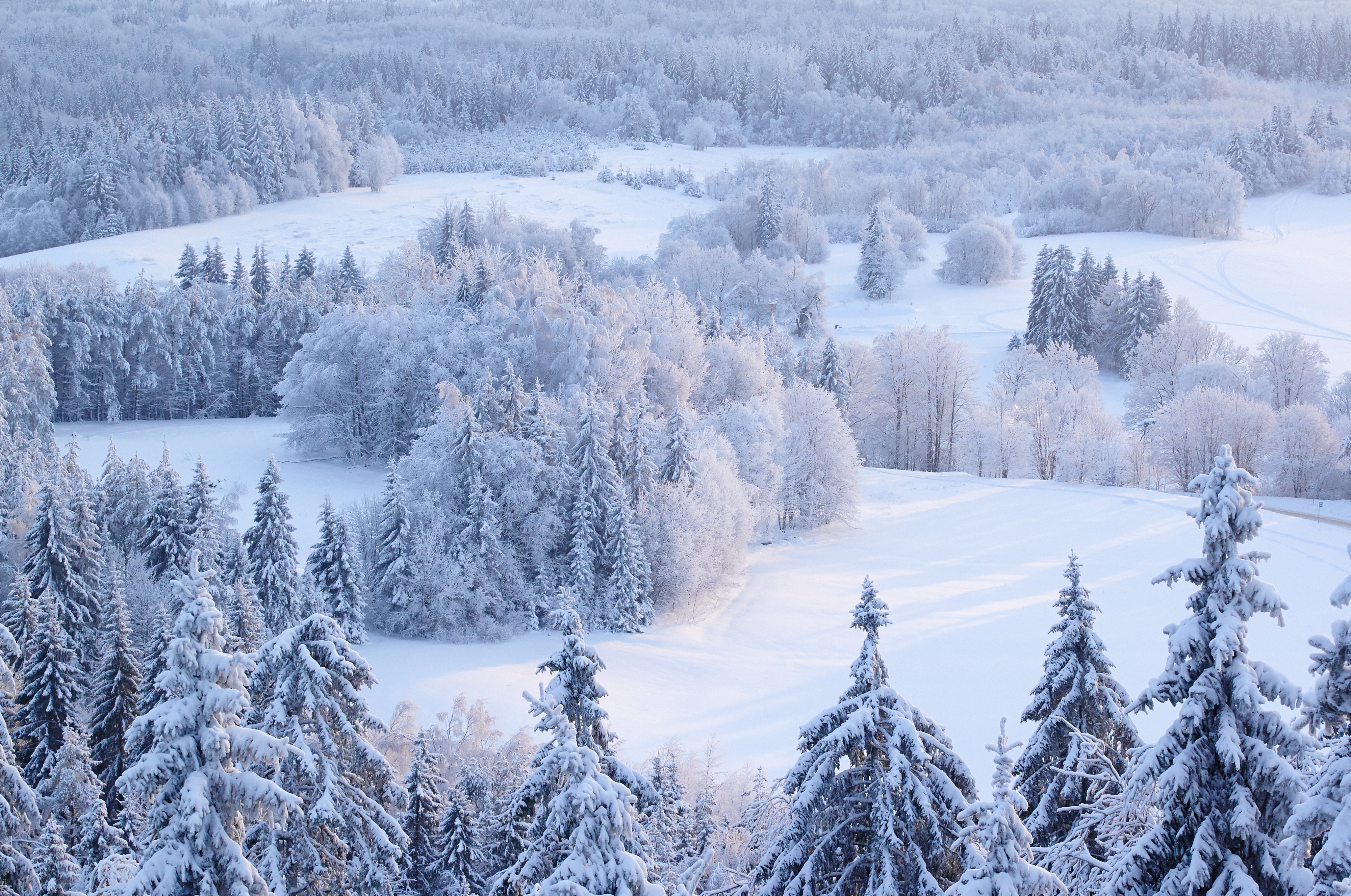
2010
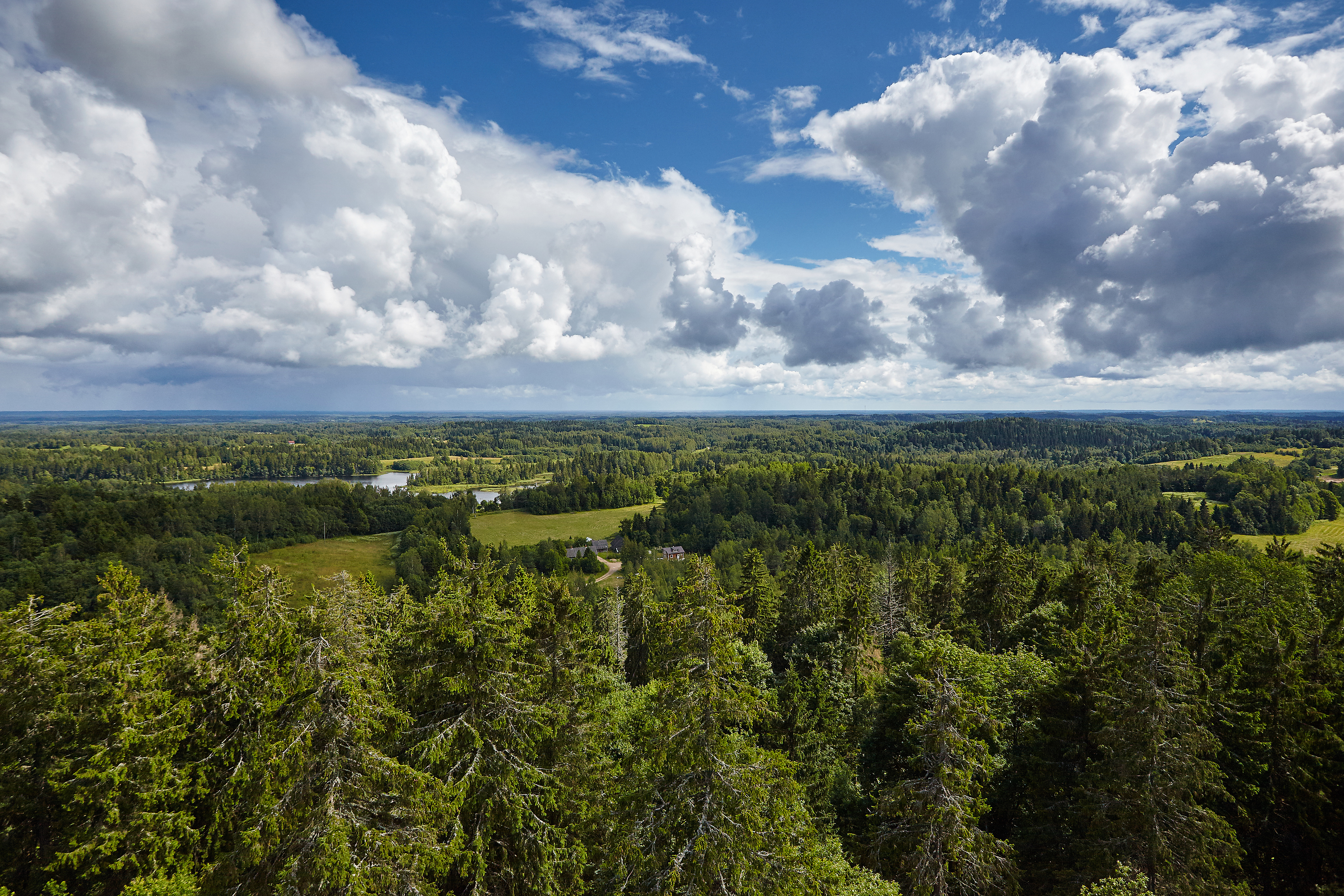
2012
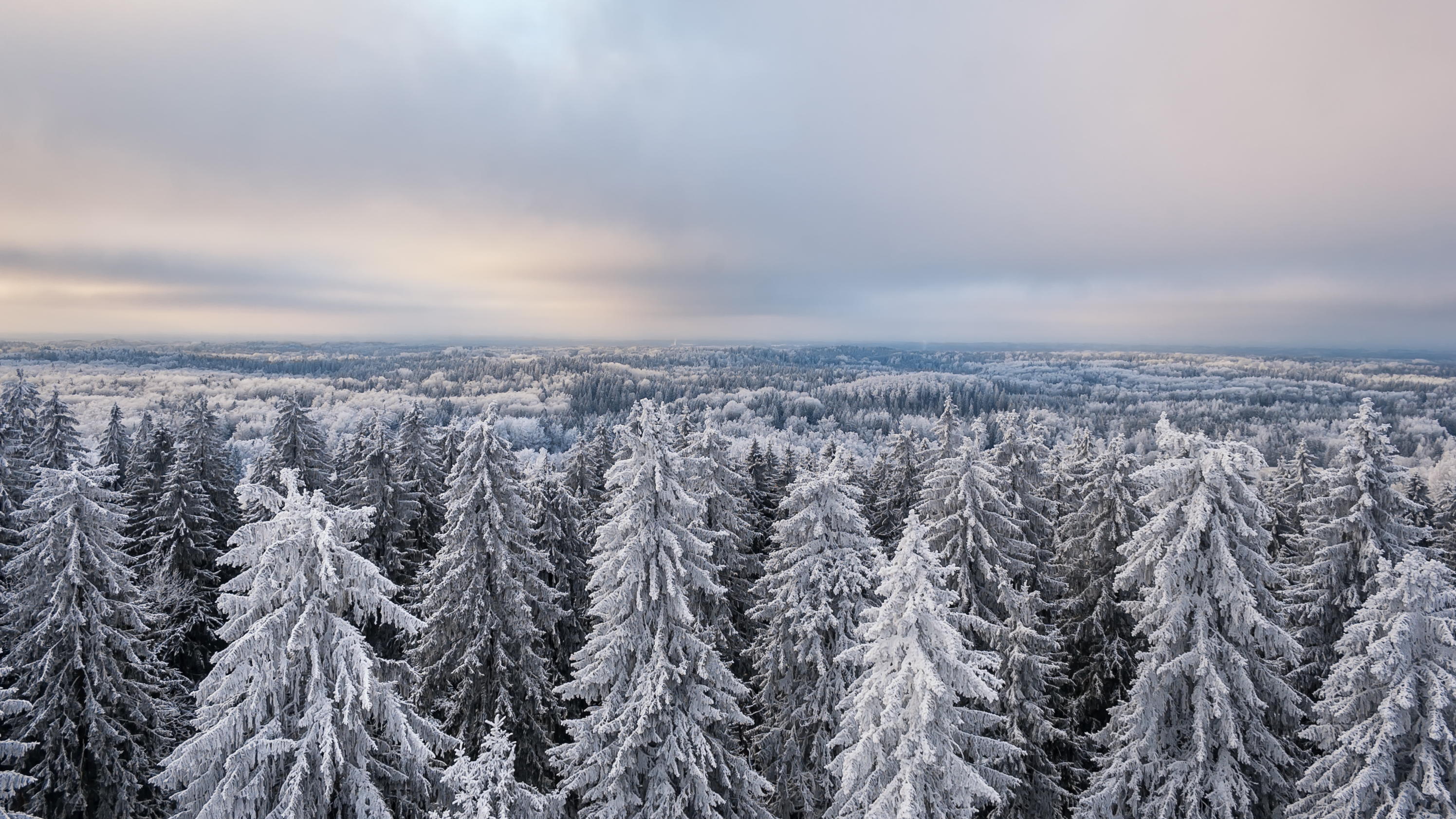
2014